# デボンドレ・キャンベル
- ディボンドレ・キャンベル

デボンドレ・キャンベル（De'Vondre Campbell, 1993年7月1日 - ）は、アメリカ合衆国フロリダ州フォートマイヤーズ出身のプロアメリカンフットボール選手。現在はフリーエージェント。ポジションはミドルラインバッカー。

## 経歴

### カレッジ
ミネソタ大学では2013年シーズンに35タックルを記録した。
2014年シーズンは75タックル、2.5サックを記録した。
2015年シーズンは92タックル、4サックを記録した。

### アトランタ・ファルコンズ
| 身長                                             | 体重            | 腕 の 長 さ       | 手 の 大 き さ   | 40Yrd ダ ッ シ ュ | 10Yrd ス プ リ ッ ト | 20Yrd ス プ リ ッ ト | 20Yrd シ ャ ト ル | 3 コ 丨 ン ド リ ル | 垂 直 跳 び   | 立 ち 幅 跳 び     | ベ ン チ プ レ ス |
| ------------------------------------------------ | --------------- | ----------------- | ---------------- | ----------------- | -------------------- | -------------------- | ----------------- | ------------------- | ------------- | ------------------ | ----------------- |
| 6 ft 3+5⁄8 in (192 cm)                           | 232 lb (105 kg) | 33+5⁄8 in (85 cm) | 9+5⁄8 in (24 cm) | 4.58 s            | 1.64 s               | 2.71 s               | 4.50 s            | 7.07 s              | 34 in (86 cm) | 9 ft 8 in (2.95 m) | 16 回             |
| All values from NFL Combine /Minnesota's Pro Day |                 |                   |                  |                   |                      |                      |                   |                     |               |                    |                   |

2016年のNFLドラフトにて全体115位でアトランタ・ファルコンズから指名され、その後4年総額290万ドルのルーキー契約を結んだ。

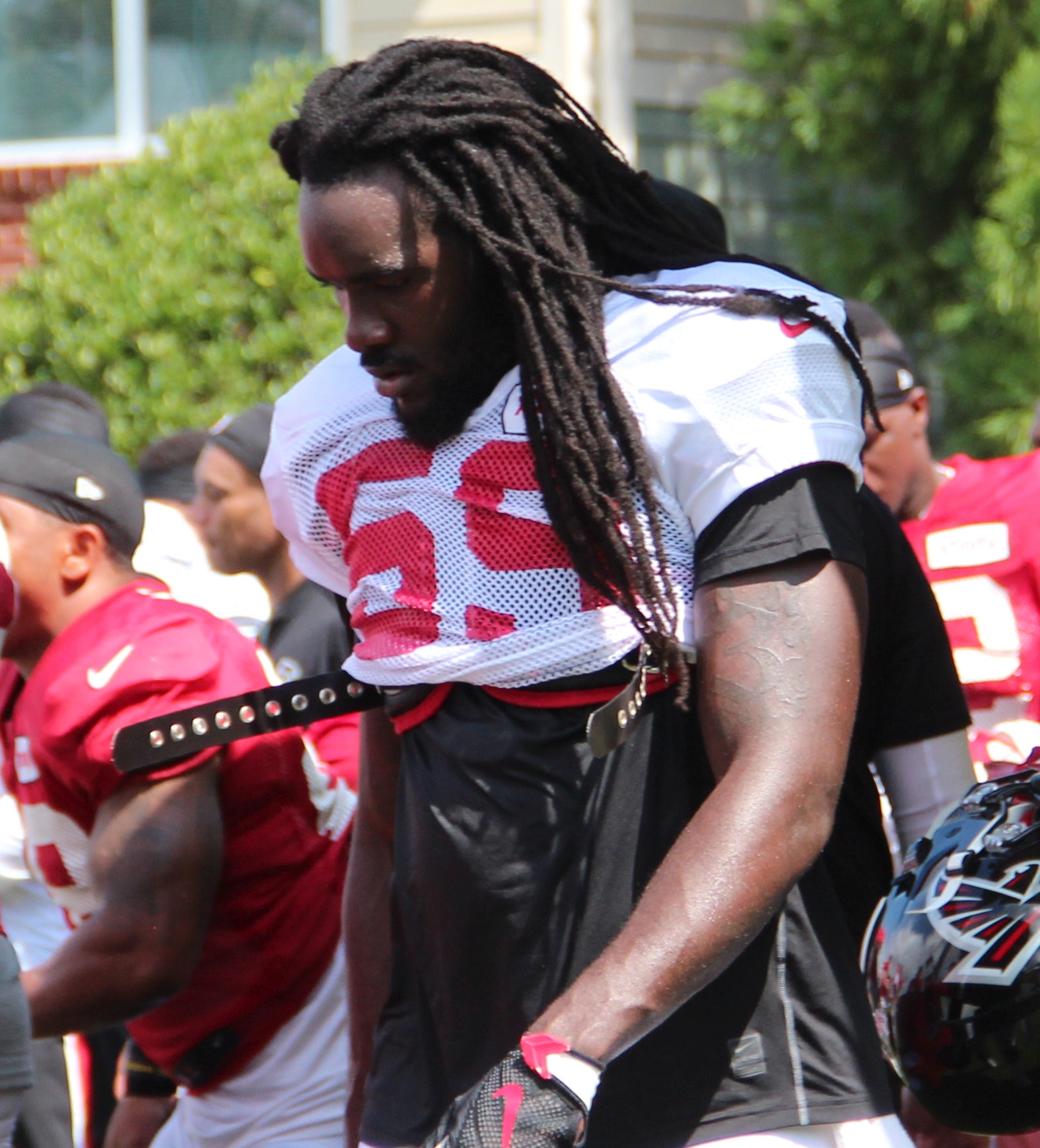
2016年のキャンベル

1年目の2016年シーズンから先発に定着した。チームはスーパーボウルに進出したが、ニューイングランド・ペイトリオッツを相手に28-3と大きくリードしながらもそこから失点を重ね、逆転負けを喫した。

### アリゾナ・カージナルス
2020年4月6日にアリゾナ・カージナルスと1年契約を結んだ。
2020年シーズン、第9週のマイアミ・ドルフィンズ戦ではトゥア・タゴヴァイロアからサックを記録した。

### グリーンベイ・パッカーズ
2021年6月9日にグリーンベイ・パッカーズと1年契約を結んだ。
2021年シーズンは自己最多の146タックル、2サックを記録し、パッカーズのミドルラインバッカーとしては1966年以来となるオールプロファーストチームに選出された。
2022年3月17日にパッカーズと5年総額5,000万ドルで再契約した。
2022年シーズン、第7週のワシントン・コマンダース戦でテイラー・ハイニキからインターセプトを記録し、そのままキャリア初となるタッチダウンを記録した。
2023年シーズンにかけて膝や足首を負傷し、2年間で計10試合を欠場した。2024年3月10日、パッカーズからリリースされた。

### サンフランシスコ・49ers
2024年3月15日、第58回スーパーボウルで負傷したドレ・グリーンローの代役を探していたサンフランシスコ・49ersと1年契約を結んだ。
グリーンローの復帰に伴い、第15週に先発から降格させられたことに反発して出場を拒否し、その後チームから3試合の出場停止処分を受けてシーズンを終えた。